# Номаница
Номаница је насељено место града Лесковца у Јабланичком округу. Према попису из 2022. било је 255 становника.

## Демографија
У насељу Номаница живи 249 пунолетних становника, а просечна старост становништва износи 38,7 година (36,6 код мушкараца и 41,0 код жена). У насељу има 65 домаћинстава, а просечан број чланова по домаћинству је 4,88.
Ово насеље је у потпуности насељено Србима (према попису из 2002. године), а у последња три пописа, примећен је пораст у броју становника.
|  |

| Демографија | Демографија | Демографија |
| Година      | Становника  | Становника  |
| ----------- | ----------- | ----------- |
| 1948.       | 245         |             |
| 1953.       | 271         |             |
| 1961.       | 268         |             |
| 1971.       | 273         |             |
| 1981.       | 277         |             |
| 1991.       | 311         | 305         |
| 2002.       | 317         | 331         |
| 2011.       | 287         |             |
| 2022.       | 255         |             |

| Етнички састав према попису из 2002.‍ | Етнички састав према попису из 2002.‍ | Етнички састав према попису из 2002.‍ | Етнички састав према попису из 2002.‍ | Етнички састав према попису из 2002.‍ |
| ------------------------------------ | ------------------------------------ | ------------------------------------ | ------------------------------------ | ------------------------------------ |
|                                      |                                      |                                      |                                      |                                      |
| Срби                                 | Срби                                 |                                      | 317                                  | 100,0%                               |
| непознато                            | непознато                            |                                      | 0                                    | 0,0%                                 |

| Година пописа     | 1948. | 1953. | 1961. | 1971. | 1981. | 1991. | 2002. |
| ----------------- | ----- | ----- | ----- | ----- | ----- | ----- | ----- |
| Број домаћинстава | 35    | 39    | 45    | 57    | 63    | 64    | 65    |

| Број чланова      | 1 | 2 | 3  | 4  | 5 | 6  | 7 | 8 | 9 | 10 и више | Просек |
| ----------------- | - | - | -- | -- | - | -- | - | - | - | --------- | ------ |
| Број домаћинстава | 4 | 4 | 10 | 11 | 9 | 14 | 6 | 4 | 2 | 1         | 4,88   |

| Пол    | Укупно | Неожењен/Неудата | Ожењен/Удата | Удовац/Удовица | Разведен/Разведена | Непознато |
| ------ | ------ | ---------------- | ------------ | -------------- | ------------------ | --------- |
| Мушки  | 127    | 23               | 97           | 7              | 0                  | 0         |
| Женски | 130    | 17               | 97           | 16             | 0                  | 0         |
| УКУПНО | 257    | 40               | 194          | 23             | 0                  | 0         |

| Пол    | Укупно                    | Пољопривреда, лов и шумарство | Рибарство                            | Вађење руде и камена | Прерађивачка индустрија       |
| ------ | ------------------------- | ----------------------------- | ------------------------------------ | -------------------- | ----------------------------- |
| Мушки  | 77                        | 54                            | 0                                    | 0                    | 12                            |
| Женски | 50                        | 40                            | 0                                    | 0                    | 3                             |
| УКУПНО | 127                       | 94                            | 0                                    | 0                    | 15                            |
| Пол    | Производња и снабдевање   | Грађевинарство                | Трговина                             | Хотели и ресторани   | Саобраћај, складиштење и везе |
| Мушки  | 1                         | 4                             | 2                                    | 0                    | 1                             |
| Женски | 0                         | 1                             | 2                                    | 0                    | 0                             |
| УКУПНО | 1                         | 5                             | 4                                    | 0                    | 1                             |
| Пол    | Финансијско посредовање   | Некретнине                    | Државна управа и одбрана             | Образовање           | Здравствени и социјални рад   |
| Мушки  | 0                         | 0                             | 1                                    | 0                    | 0                             |
| Женски | 1                         | 0                             | 0                                    | 1                    | 1                             |
| УКУПНО | 1                         | 0                             | 1                                    | 1                    | 1                             |
| Пол    | Остале услужне активности | Приватна домаћинства          | Екстериторијалне организације и тела | Непознато            | Непознато                     |
| Мушки  | 0                         | 0                             | 0                                    | 2                    | 2                             |
| Женски | 1                         | 0                             | 0                                    | 0                    | 0                             |
| УКУПНО | 1                         | 0                             | 0                                    | 2                    | 2                             |